# Maailmanloppu
Maailmanloppu è il dodicesimo album della band heavy metal finlandese Kotiteollisuus, prima nota come Hullu ukko ja kotiteollisuus.

## Tracce
1. Maailmanloppu – 3:39
2. Musta kuu – 4:24
3. Silmä silmästä, hammas hampaasta – 4:26
4. Yötä vasten – 3:58
5. Hyvien puolella – 3:40
6. Tuhat kuolemaa – 3:28
7. Outoja aikoja – 4:24
8. Mennyttä miestä – 3:24
9. Kepeitä multia – 3:22
10. Tuhon enteet – 6:40

## Formazione
- Jouni Hynynen - voce, chitarra, basso
- Janne Hongisto - basso, voce (sottofondo)
- Jari Sinkkonen - batteria, voce (sottofondo)